# Daniel-Rops
Henri Daniel-Rops (n. 19 ianuarie 1901, Épinal, Lorraine⁠(d), Franța – d. 27 iulie 1965, Tresserve, Rhône-Alpes, Franța) a fost un scriitor și istoric romano-catolic francez, al cărui nume real a fost Henri Petiot.

## Biografie
Daniel-Rops era fiul unui ofițer din armată. A urmat studii la Facultățile de Drept și Literatură de la Grenoble, obținând titularizarea ca profesor de istorie în 1922, la vârsta de 21 de ani, fiind cel mai tânăr din Franța. A fost profesor de istorie la Chambéry, apoi la Amiens și în cele din urmă la Paris. La sfârșitul anilor 1920 și-a început cariera literară cu un eseu, Notre inquiétude (Neliniștea noastră, 1926), un roman, L'âme obscure (Sufletul întunecat, 1929) și mai multe articole în revistele Correspondent, Notre Temps și La Revue des vivants.
Daniel-Rops, care a fost educat în religia romano-catolică, a devenit prin anii 1920 un agnostic. Tema cărții Notre inquiétude o constituie pierderea sensului umanității și evoluția către o lume tot mai industrializată și mai mecanizată. Când a analizat mizeria și nedreptatea socială din jurul lui și aparenta indiferență a creștinilor față de cei pe care îi numesc frații lor, el s-a întrebat dacă creștinismul mai era o forță vie în lume.
Alternativele, cu toate acestea, nu păreau să fie mai bune. Marxismul, de exemplu, a pretins că se ocupă cu bunăstarea materială a oamenilor, dar le-a ignorat nevoile nemateriale, ceea ce pentru Daniel-Rops era inacceptabil. În anii 1930 s-a întors la Biserica Catolică, având senzația că, în ciuda deficiențelor creștinilor, doar creștinismul putea reconcilia tehnologizarea cu nevoile interioare ale umanității.

## Cariera literară
Începând din 1931 a scris mai ales despre catolicism, sfătuit de Gabriel Marcel, împreună cu care era membru al Ordre Nouveau. El l-a ajutat să-și disemineze ideile în cărți, în care este de multe ori dificil să se facă distincție între reflecțiile sale personale de doctrina mișcării de care era atașat, și care l-au făcut un reprezentant de frunte al fermentului intelectual non-conformist din anii 1930: Le Monde sans âme (Lumea fără suflet), Les annés tournantes, Eléments de notre destin.
După 1935, legăturile sale cu Ordre Nouveau au început să slăbească. A colaborat cu săptămânalele catolice Sept și Temps présent. Până în 1940 a publicat mai multe romane, biografii și eseuri. A condus colecția  Présences a editurii Plon, în care a publicat cartea La France et son armée (Franța și armata sa) a generalului de Gaulle, care i-a devenit prieten.
Din 1941 până în 1944 a scris Le peuple de la Bible (Oamenii din Biblie) și Jésus et son temps (Isus și vremea sa), primul dintr-o serie de lucrări de istorie religioasă care au culminat cu monumentala Histoire de l'Eglise du Christ (Istoria Bisericii lui Hristos) (1948-1965).
După eliberarea Franței în 1944, și-a abandonat de predare pentru a se dedica muncii sale ca un Creștin istoric și scriitor, conducând revista Ecclésia și redactând Je sais, je crois (Știu și cred), publicată în limba engleză sub titlul The Twentieth Century Encyclopedia of Catholicism. El a fost, fără îndoială, scriitorul francez cel mai citit de către credincioșii catolici din perioada postbelică.
În același timp, împreună cu câțiva foști colegi din Ordre Nouveau, el a colaborat cu mai multe mișcări federaliste europene. El s-a alăturat Federației și Mișcării Federaliste Franceze.
Din 1957 până în 1963 a fost unul dintre cei 50 de guvernatori al Fundației Europene pentru Cultură, fondate de Denis de Rougemont. În 1955, el a fost ales membru al Academiei Franceze.

## Lucrări selective
Daniel Rops a scris romane și lucrări de istorie religioasă:
- Notre Inquiétude (1926)
- L'âme obscure (1929). Roman
- Mort, où est ta victoire ? (Moarte, unde este victoria ta?) (1934). Roman
- L'épée de feu (1939). Roman
- Le peuple de la Bible (1943)
- Jésus et son temps (Isus și vremea sa) (1945)
- La nuit du cœur flambant (1947)
- Histoire sainte (1954)
- Qu'est-ce que la Bible ? (Ce este Biblia?) (1955)
- La vie quotidienne en Palestine au temps de Jésus (Viața zilnică în Palestina din vremea lui Isus) (1961)
- L'Eglise de la Renaissance et de la Reforme (dată necunoscută)
- Histoire de l’Église du Christ. VIII, L’Église des révolutions 3 : Ces Chrétiens nos frères (1965)